# Улан-суз-Ешалан
Улан-суз-Ешалан (фр. Oulens-sous-Échallens) — громада  в Швейцарії в кантоні Во, округ Гро-де-Во.

## Географія
Громада розташована на відстані близько 75 км на південний захід від Берна, 13 км на північ від Лозанни.
Улан-суз-Ешалан має площу 5,9 км², з яких на 10,7% дозволяється будівництво (житлове та будівництво доріг), 64,4% використовуються в сільськогосподарських цілях, 24,9% зайнято лісами, 0% не є продуктивними (річки, льодовики або гори).

## Демографія
2019 року в громаді мешкало 615 осіб (+26% порівняно з 2010 роком), іноземців було 13,7%. Густота населення становила 105 осіб/км².
За віковим діапазоном населення розподілялося таким чином: 25,4% — особи молодші 20 років, 60,5% — особи у віці 20—64 років, 14,1% — особи у віці 65 років та старші. Було 243 помешкань (у середньому 2,5 особи в помешканні).
Із загальної кількості 154 працюючих 38 було зайнятих в первинному секторі, 17 — в обробній промисловості, 99 — в галузі послуг.